# Parlament de Frankfurt

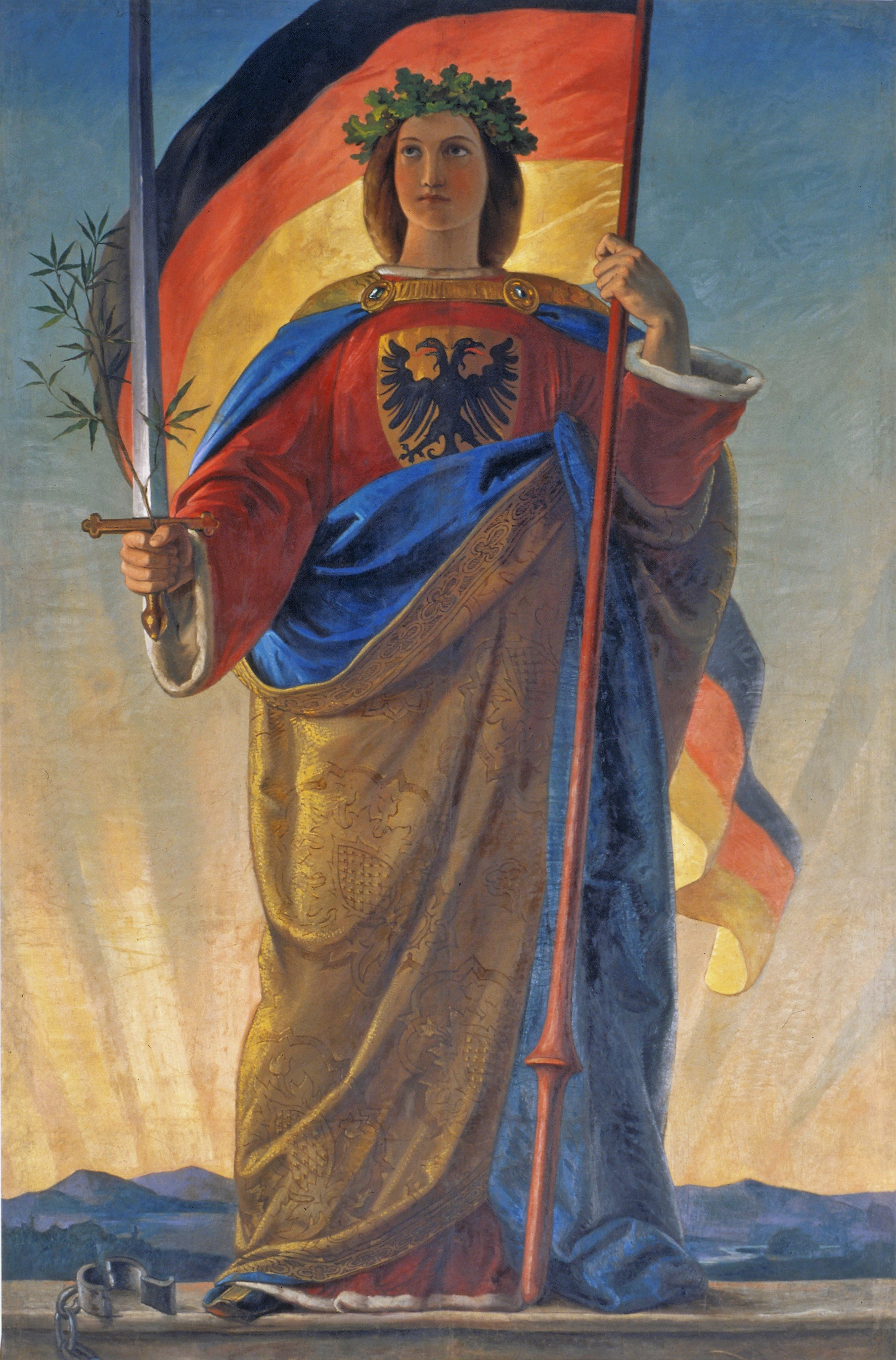
Germania, de Philipp Veit. La pintura exposada dins el Paulskirche damunt on el Parlament de Frankfurt es reuneix.

El Parlament de Frankfurt (alemany: Frankfurter Nationalversammlung, literalment Assemblea Nacional de Frankfurt) va ser el primer parlament lliurement elegit de tota Alemanya, establert l'1 de maig de 1848. La sessió va ser celebrada del 18 maig de 1848 al 31 de maig de 1849, al Paulskirche de Frankfurt. La seva existència va ser resultat de la "Revolució del març", inclosa en les revolucions alemanyes del 1848 i el 1849 als estats de la Confederació alemanya.
Després que molt de temps i polèmics debats, l'assemblea va fer l'anomenada Constitució de Frankfurt que proclamava un Imperi alemany basat en els principis de democràcia parlamentària. Aquesta constitució va complir les demandes principals dels moviments liberals i nacionalistes del Vormärz i va proporcionar un fonament en els drets bàsics, que va comptar amb l'oposició del sistema Metternich de la Restauració. El parlament també va proposar una monarquia constitucional comandada per un emperador hereditari (Kàiser).
El rei prussià Frederic Guillem IV es va negar a acceptar el càrrec d'emperador quan se li va oferir l'argument que amb la constitució es compendiaven els drets individuals dels caps dels estats alemanys. En el segle xx, tanmateix, els elements importants de la constitució de Frankfurt esdevenien models per la Constitució de Weimar de 1919 i la Llei Bàsica per la República Federal d'Alemanya del 1949.